# 中华人民共和国网络游戏实名制
网络游戏实名制是指中华人民共和国的游戏玩家在玩网络游戏时，需要输入真实姓名和身份证号码，才能游玩的制度。该制度首次被中華人民共和國文化部提出并推出是在2010年6月22日，依据文件是《网络游戏管理暂行办法》。但是该文件已经于2019年7月10日废止，取而代之的是国家新闻出版总署根据习近平总书记对青少年工作指示而新发布的《关于防止未成年人沉迷网络游戏的通知》。官方媒体声称网络游戏实名制获得了绝大多数群众的欢迎，但民间也有不少质疑声音。

## 背景
截止到2019年6月份，中国的网络游戏用户规模已经接近5亿人。网络游戏世界的丰富多彩使得一些人沉迷于网络游戏，沉迷网络游戏带来了一系列社会问题。

## 组成
网络游戏实名制由三个系统组成：一是注册系统，玩家需提供身份信息；二是面向社会的查询系统，家长可查询到孩子在玩哪些游戏及在线情况；三是认证系统，与公安部门配合对注册信息进行认证。一旦发现使用虚假身份注册的用户，将会对玩家级别、经验值、道具等清零。但是在这种严苛的条件下，还是有不少未成年人另辟巧径:如网购身份证号，一次性开通多个游戏账号来规避这三个系统。

## 国家的介入整治
由于网络游戏实名制存在一定的弊端，无法根治问题，所以需要国家相关机构的介入。2020年，国家互联网信息办公室决定7月初起开展为期2个月的“清朗”未成年人暑期网络环境专项整治，专项整治时间为7月初起至8月末。主要有四项内容:
- 集中整治网络游戏平台实名制和防沉迷措施落实不到位、诱导未成年人充值消费等问题。
- 严厉打击利用低俗色情、血腥暴力等不良信息推广和诱导未成年人点击安装游戏的行为。
- 重点整治网络游戏账号实名注册制度和未成年人防沉迷措施落实不到位等问题。
- 严格规范网络游戏诱导未成年人进行充值打赏、购买装备等付费行为。[8]

新闻出版总署在2021年8月根据习近平总书记关于青少年工作「重要」指示，下达了《关于进一步严格管理 切实防止未成年人沉迷网络游戏的通知》。